# Dusona simulator
Dusona simulator là một loài tò vò trong họ Ichneumonidae.